# Antônio Ferreira de Macedo
Antônio Ferreira de Macedo, C.Ss.R. (Guaratinguetá, 21 de outubro de 1902 — Aparecida, 28 de fevereiro de 1989) foi um bispo católico brasileiro. Foi arcebispo coadjutor de Aparecida.

## Presbiterato
Antônio Ferreira de Macedo ingressou na ordem redentorista e fez a profissão em 11 de maio de 1923. Cursou filosofia e teologia na Alemanha entre 1923 e 1928, quando recebeu a ordenação presbiteral das mãos do cardeal Michael von Faulhaber, em 20 de julho. Foi reitor dos redentoristas em Tietê, São Paulo e Cachoeira do Sul e entre 1948 e 1955 foi superior provincial.

## Episcopado
Em 20 de abril de 1955, o Papa Pio XII o nomeou bispo titular de Attuda e bispo auxiliar de São Paulo. O Núncio Apostólico no Brasil, Dom Armando Lombardi, conferiu-lhe a ordenação episcopal em 26 de junho do mesmo ano; os co-consagradores foram o Bispo de Sorocaba, Dom José Carlos de Aguirre, e o Bispo da Barra, João Batista Muniz CSsR.
Ao ser criada a Arquidiocese de Aparecida, em 1958, Dom Macedo recebeu a incumbência de colocá-la em andamento e passou a residir aqui como representante de seu administrador, o Cardeal Mota.
Acompanhando Dom Carlos Carmelo de Vasconcelos Motta, em 22 de junho de 1964, o Papa Paulo VI o nomeou Arcebispo Titular de Gangra e Coadjutor de Aparecida. Participou da segunda, terceira e quarta sessão do Concílio Vaticano II.
Entre suas obras mais destacadas estão a construção do prédio do Seminário Santo Afonso, a fundação da Rádio Aparecida e a construção da Nova Basílica. Foi administrador do Santuário. Também levou a imagem original de Nossa Senhora Aparecida em peregrinação por milhares de cidades pelo país.
O papa aceitou sua renúncia por idade em 1 de dezembro de 1977.
Com sua saúde definhando lentamente, consumido por uma artrite, faleceu ao lado de seus confrades, pois voltara a residir no convento da comunidade do Santuário, no dia 28 de fevereiro de 1989, aos 86 anos.